# Gioventù Brindisi Calcio 1982-1983
Questa voce raccoglie le informazioni riguardanti la Gioventù Brindisi Calcio nelle competizioni ufficiali della stagione 1982-1983.

## Rosa
| N. |                   | Ruolo | Calciatore              |
| -- | ----------------- | ----- | ----------------------- |
|    | Italia (bandiera) | A     | Paolo Bognanni          |
|    | Italia (bandiera) | C     | Dario Bonanni           |
|    | Italia (bandiera) |       | Cesi                    |
|    | Italia (bandiera) | P     | Rosario D'Alessandro    |
|    | Italia (bandiera) |       | Dantes                  |
|    | Italia (bandiera) | D     | Antonio Dell'Anna       |
|    | Italia (bandiera) | C     | Sandro Dell'Uomo D'Arme |
|    | Italia (bandiera) | D     | Mario Guadalupi         |
|    | Italia (bandiera) | C     | Salvatore Iannello      |
|    | Italia (bandiera) | D     | Antonio La Palma        |
|    | Italia (bandiera) |       | Laureana                |
|    | Italia (bandiera) | A     | Fortunato Loddi         |
|    | Italia (bandiera) | A     | Gianfranco Mannarelli   |
|    | Italia (bandiera) | C     | Domenico Marangi        |
|    | Italia (bandiera) | D     | Fabio Massimo Marcucci  |

| N. |                   | Ruolo | Calciatore       |
| -- | ----------------- | ----- | ---------------- |
|    | Italia (bandiera) |       | Marolo           |
|    | Italia (bandiera) |       | Masili           |
|    | Italia (bandiera) | A     | Amedeo Monaldo   |
|    | Italia (bandiera) | A     | Sergio Notariale |
|    | Italia (bandiera) | D     | Gennaro Palomba  |
|    | Italia (bandiera) | P     | Michele Perillo  |
|    | Italia (bandiera) | C     | Paolo Pesalovo   |
|    | Italia (bandiera) | C     | Maurizio Raggi   |
|    | Italia (bandiera) | D     | Franco Rossi     |
|    | Italia (bandiera) | C     | Mauro Rufo       |
|    | Italia (bandiera) |       | Secondo          |
|    | Italia (bandiera) |       | Stefano          |
|    | Italia (bandiera) |       | Trotta           |
|    | Italia (bandiera) | D     | Giacomo Zaccaria |
|    | Italia (bandiera) |       | Zezza            |